# Occupation milicienne du refuge faunique national de Malheur
L'occupation milicienne du siège du refuge faunique national de Malheur de l'United States Fish and Wildlife Service, dans le comté de Harney aux États-Unis, par un petit groupe armé a lieu à partir du 2 janvier 2016 pour protester contre l'emprisonnement des éleveurs Dwight et Steve Hammond, condamnés en vertu d'une législation nationale antiterroriste pour avoir mis le feu à des terres fédérales. Le groupe déclare défendre le droit pour les populations locales de contrôler l'utilisation des terres fédérales. Après le début de l'occupation, les occupants annoncent qu'ils s’organisent en un nouveau groupe appelé Citizens for Constitutional Freedom. Ammon Bundy (en), le leader du groupe, affirme qu'il mène cette action après avoir reçu un message divin lui ordonnant de le faire. Ammon Bundy est arrêté lors d’une première intervention policière le 26 janvier 2016. Les derniers occupants se rendent au FBI le 11 février 2016.

## Occupation

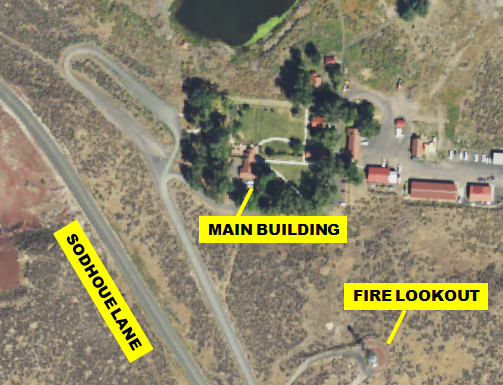
Le complexe du refuge faunique national de Malheur.

## Réponse des autorités
Le 26 janvier 2016, le FBI et la police de l'État d'Oregon interviennent sur un contrôle routier qui tourne à l'échange de coups de feu. Le bilan de l'opération est d’un militant mort, un blessé et huit arrestations dont le chef de file du mouvement, Ammon Bundy, et son frère Ryan. Un autre militant, Jon Rhitzeimer, se rend quelques heures plus tard aux autorités.
Cependant, ces arrestations ne mettent pas fin à l'occupation. Tôt mercredi matin, le militant Jason Patrick affirme que les femmes et les enfants ont quitté les lieux, mais que cinq ou six personnes se sont réunies et ont décidé de poursuivre l'occupation.
Le 11 février, Sean et Sandy Anderson et Jeff Banta se rendent au FBI sans incident, suivi par David Fry une heure plus tard, mettant fin à l'occupation. La veille, Cliven Bundy le père de Ammon Bundy, chef de file du mouvement, est lui aussi arrêté pour des événements similaires en 2014. Le 27 octobre 2016, à la suite d'un premier procès, sept inculpés (Neil Wampler, Jeff Banta, Ryan Bundy, Ammon Bundy, Kenneth Medenbach, Shawna Cox and David Fry) sont acquittés par un jury des charges de conspiration en vue de s'opposer à des agents fédéraux et de possession d'armes dans un bâtiment fédéral. Les frères Bundy restent toutefois privés de liberté parce qu'ils sont aussi inculpés d'autres délits antérieurs pour lesquels ils doivent encore comparaître devant la justice.